# Wolfgang Flad (Bildhauer)
Wolfgang Flad (* 23. Mai 1974 in Reutlingen; bürgerlich Wolfgang Siegfried Flad) ist ein deutscher Bildhauer.

## Leben
Flad ist der Älteste von sieben Brüdern. Er studierte von 1995 bis 2000 Textildesign an der Fachhochschule Reutlingen, im Anschluss daran bis 2005 Malerei im Fachbereich Freie Kunst an der Staatlichen Akademie der Bildenden Künste Stuttgart. Während seiner Studienzeit arbeitete er als künstlerischer Assistent für Julio Rondo (2001–2003), Camill Leberer (2003–2005) und Daniele Buetti (2002–2007). 2005 erhielt er den Förderpreis der Columbus art foundation, Ravensburg. Seither folgten Einzel- und Gruppenausstellungen in den USA, vielen europäischen Ländern, Israel und in Thailand. Seit 2006 lebt und arbeitet Flad in Berlin. Er ist Vater von fünf Kindern (geboren zwischen 1998 und 2012).

## Werk
Flads Werk umfasst Reliefs, Skulpturen und skulpturale Installationen.
In seinen Reliefarbeiten aus Holz und Aluminium experimentiert Flad mit dynamischen Motiven. Das über Jahre untersuchte Motiv splash (Kleckse/Spritzer) wurde ab 2015 durch das Motiv broom (Pinselstriche/Pinselzüge) abgelöst. Seit der Anfertigung einer 14-teiligen Arbeit als Buchillustration im Dezember 2015 sind die Oberflächen seiner Holzreliefs nicht mehr monochrom, sondern ab 2016 versehen mit Farb-Verläufen (fade).

## Einzelausstellungen (Auswahl)
- 2007: Mamiko Otsubo (cuts) & Wolfgang Flad (encounter) / Spielhaus-Morrison Galerie, Berlin
- 2008: PLAY / Aschenbach & Hofland, Amsterdam, Netherlands
- 2009: Sculptures / Dollinger Art Project, Tel Aviv, Israel
- 2015: Domino / Kunstverein Ulm, Ulm
- 2016: give it away now / Galerie Reinhard Hauff, Stuttgart
- 2016: UNICYCLE IN THE UNIVERSE... / Van der Grinten Galerie, Köln
- 2017: arbeiten gegen die Schwerkraft / GRÖLLE pass:projects, Wuppertal
- 2017: Schrittweise Annäherung an ein Problem / Museum Bad Waldsee
- 2015 – Dezember 2019: kiss and tell, Tampa Museum of Art, Tampa, FL, USA

## Gruppenausstellungen (Auswahl)
- 2005: die Dimension Raum/Columbus Art Foundation, Ravensburg
- 2006: Made in Germany – Malerei der Gegenwart, GIP – contemporary fine art, Burgdorf, Schweiz
- 2008: Evolution, Max-Lang-Gallery, New York City, USA
- 2008: Movement in Flexibility, Dollinger Art Project, Tel Aviv, Israel
- 2008: Der Garten im Museum, Georg-Kolbe-Museum, Berlin
- 2011: third transition zone, Kunstverein Pforzheim im Reuchlinhaus, Pforzheim
- 2012: exploded view, Centraal Museum, Utrecht, Niederlande
- 2013: Fritz Winter. Das Innere der Natur, Kunstmuseum Stuttgart, Stuttgart
- 2014: Daniele Buetti/Wolfgang Flad, Katz Contemporary, Zürich, Schweiz
- 2016: The Berlin Case, The Presidential Boris Yeltsin Center, Yekaterinburg, Russland
- 2017: K.R.F. / Devening Projects + Editions, Chicago, IL, USA
- 2017: we call it work/wir nennen es Arbeit, Galleria Opere Scelte, Turin, Italien
- 2017: Neue Abstraktion, Projektraum Dt. Künstlerbund, Berlin

## Werke in öffentlichen Sammlungen (Auswahl)
- Kunstmuseum Stuttgart, Stuttgart
- Regierungspräsidium Stuttgart, Stuttgart
- Sammlung Columbus, Columbus Art Foundation, Ravensburg
- Kunsthaus Zürich, Zürich, Schweiz
- Centraal Museum Utrecht, Utrecht, Niederlande[4]
- Tampa Museum of Art, Tampa, USA[5]

## Realisierte Kunst-am-Bau-Arbeiten (Auswahl)
- 2012: Wandarbeit im Penthouse des Privathauses Haus SRK, Berlin
- 2013: Wandarbeiten im zweietagigen Wartebereich im Robert-Bosch-Krankenhaus, Stuttgart[6]
- 2013: Wandarbeiten in beiden Foyers des Bürogebäudes MEANDRIS, Frankfurt am Main[7]
- 2015: Installation im Treppenhaus des Privathauses Haus Sol, Stuttgart
- 2015: Gestaltung der Stube und Bar des Hotels art-lodge, Verditz, Österreich[8]
- 2017: Installation im Foyer des Bürogebäudes der Schulz Group GmbH, Ravensburg[9]
- 2017: Installation im Foyer des Bürogebäudes der ista International GmbH, Essen[10]